# 다니엘 파르케
다니엘 파르케(독일어: Daniel Farke, 1976년 10월 30일, ~ )는 독일의 전 축구 선수이자 리즈 유나이티드의 축구 감독을 맡고있다.